# ماری-ژوزه کروز
ماری-ژوزه کروز (فرانسوی: Marie-Josée Croze‎؛ زادهٔ ۲۳ فوریهٔ ۱۹۷۰) یک هنرپیشه اهل کانادا است.

## فیلم‌شناسی
از فیلم‌ها یا برنامه‌های تلویزیونی که وی در آن نقش داشته‌است می‌توان به مونیخ، لباس غواصی و پروانه، تهاجم بربرها، آرارات، میدان نبرد زمین، گرفتن جان‌ها، نمایی از عشق و سلطنت زیبایی اشاره کرد.